# 明托湖
57°13′07″N 75°00′45″W / 57.21861°N 75.01250°W
明托湖是加拿大的湖泊，位於昂加瓦半島西部，哈德森灣以東60公里處，由魁北克省負責管轄，長81公里、寬22公里，面積703平方公里，島嶼面積58平方公里，海拔高度168米。